# Partit Democràtic (Polònia)
El Partit Democràtic (polonès Partia Demokratyczna, PD) va ser un partit polític polonès d'ideologia centrista i social-liberal que va ser fundat en 2005 i formava part de la coalició Esquerra i Demòcrates.Al 2016 es va dissoldre per generar la Unió de Demòcrates Europeus.

## Història
Creat des de la Unió de la Llibertat (o UW) i format per aquest mateix i per antics membres de l'Aliança de l'Esquerra Democràtica sota la iniciativa del diputat Władysław Frasyniuk, l'economista i exministre Jerzy Hausner i Tadeusz Mazowiecki, el primer primer ministre democràtic després del comunisme (1989-1991); es va presentar a les eleccions parlamentàries poloneses de 2005, però no va obtenir cap escó i el 2,5% dels vots. Posteriorment es presentà a les eleccions parlamentàries poloneses de 2007 en coalició amb l'Aliança de l'Esquerra Democràtica, el Partit Socialdemòcrata de Polònia i la Unió del Treball dins la coalició Esquerra i Demòcrates.

## Resultats electorals

### Sejm
| Any  | Vots                         | %                            | Escons  | +/– |
| ---- | ---------------------------- | ---------------------------- | ------- | --- |
| 2005 | 289,276                      | 2.5 (#8)                     | 0 / 460 | Nou |
| 2007 | Dins d'Esquerra i Demòcrates | Dins d'Esquerra i Demòcrates | 3 / 460 | 3   |